# Takuya Izawa
Takuya Izawa (jap. 伊沢拓也 Izawa Takuya; ur. 1 czerwca 1984 roku w Tokio) – japoński kierowca wyścigowy.

## Kariera

### Formuła Renault 2.0
Izawa rozpoczął karierę w wyścigach samochodowych w 2002 roku od startów w niemieckiej Formule Renault z ekipą ma-con. W ciągu dwóch wyścigów, w których wystartował, zdobył łącznie dwa punkty, które uplasowały go na 37 pozycji. Rok później w tej samej serii raz stanął na podium. Z dorobkiem 147 punktów został sklasyfikowany na siódmym miejscu w końcowej klasyfikacji kierowców. W 2003 roku zaliczył także gościnne starty w holenderskiej edycji Formuły Renault oraz w Formule Renault Masters 2000, gdzie też raz stanął na podium. W sezonie 2004 w niemieckiej edycji był 36.

### Formuła 3
W 2006 roku Japończyk powrócił do kraju, gdzie rozpoczął starty w japońskiej edycji Formuły 3 reprezentując zespół Hondy. W pierwszym sezonie startów odniósł dwa zwycięstwa i sześciokrotnie stawał na podium. Uzbierane 151 punktów dało mu szóste miejsce w klasyfikacji generalnej. Rok później powtórzył swój wyczyn - również był szósty.

### Super GT Japan
W wyścigach samochodów GT Izawa zadebiutował w 2007 roku startując w japońskiej serii wyścigowej Super GT w klasie GT500. Pierwsze sukcesy odniósł już w sezonie 2008, kiedy to trzykrotnie stawał na podium. Uzbierane 49 punktów dało mu ósme miejsce w końcowej klasyfikacji kierowców. Rok później odniósł już dwa zwycięstwa, a na podium gościł pięciokrotnie. 81 punktów w klasyfikacji generalnej pozwoliło zdobyć wicemistrzowski tytuł. W sezonach 2010-2011 zajmował odpowiednio ósmą i dziewiątą lokatę. W 2012 roku dwukrotnie stawał na drugim stopniu podium. Z dorobkiem 43 punktów uplasował się na piątej pozycji w klasyfikacji generalnej. Rok później był dziesiąty. W sezonie 2014 wystartował w jednym wyścigu, w którym stanął na najniższym stopniu podium. Uzbierane jedenaście punktów dało mu osiemnaste miejsce w końcowej klasyfikacji kierowców.

### Formuła Nippon
W 2008 roku z ekipą Super Aguri Japończyk rozpoczął starty w Formule Nippon. W pierwszym sezonie startów dorobek 19 punktów dał mu dziesiąte miejsce. Rok później stanął już raz na podium. Uzbierane 14 punktów uplasowało go na ósmej pozycji. Po jedenastym miejscu w 2010 roku i dziewiątej pozycji w 2011, w sezonie 2012 Japończyk do końca liczył się w walce o tytuł mistrzowski. Odniósł wówczas dwa zwycięstwa i trzykrotnie stawał na podium. Uzbierane 41,5 punktu wystarczyło jednak jedynie na trzecie miejsce. W tym samym roku wygrał także wyodrębniony wyścig na torze Fuji International Speedway. W 2013 roku odniósł jedno zwycięstwo i ukończył sezon na siódmej pozycji.

### World Touring Car Championship
W sezonie 2013 Izawa wystartował podczas japońskiej rundy World Touring Car Championship. Wyścigi ukończył odpowiednio na dwunastej i 22 pozycji.

### Seria GP2
Na sezon 2014 Japończyk podpisał kontrakt z francuską ekipą ART Grand Prix na starty w Serii GP2. Wystartował łącznie w 22 wyścigach, spośród których w czterech zdobywał punkty. W głównym wyścigu w Budapeszcie stanął na trzecim stopniu podium. Uzbierał łącznie 26 punktów, które zapewniły mu osiemnaste miejsce w końcowej klasyfikacji kierowców.

## Statystyki
| Sezon | Seria                              | Zespół                       | Wyścigi | Zwycięstwa | PP | NO | Podium | Punkty | Pozycja |
| ----- | ---------------------------------- | ---------------------------- | ------- | ---------- | -- | -- | ------ | ------ | ------- |
| 2002  | Niemiecka Formuła Renault          | ma-con                       | 2       | 0          | 0  | 0  | 0      | 2      | 37      |
| 2003  | Niemiecka Formuła Renault          | ma-con                       | 14      | 0          | 0  | 2  | 1      | 147    | 7       |
| 2003  | Formuła Renault 2000 Masters       | ma-con                       | 8       | 0          | 0  | 0  | 1      | 0      | NS†     |
| 2003  | Formuła Renault Habo DaCosta       |                              |         |            |    |    |        | 10     | 29      |
| 2003  | Formuła Dream                      | Super Aguri                  |         | 1          |    |    |        | 0      | NS†     |
| 2004  | Niemiecka Formuła Renault          | SL Formula Racing            | 2       | 0          | 0  | 0  | 0      | 13     | 36      |
| 2006  | Japońska Formuła 3                 | Honda Toda Racing            | 18      | 2          | 0  | 0  | 6      | 151    | 6       |
| 2007  | Japońska Formuła 3                 | Honda Toda Racing            | 20      | 0          | 0  | 0  | 2      | 120    | 6       |
| 2007  | Grand Prix Makau                   | Fortec Motorsport            | 1       | 0          | 0  | 0  | 0      | N/A    | 16      |
| 2007  | Super GT Japan - GT500             | RollingStone Real Racing     | 1       | 0          | 0  | 0  | 0      | 6      | 22      |
| 2008  | Formuła Nippon                     | Autobacs Racing Team Aguri   | 11      | 0          | 0  | 0  | 0      | 19     | 10      |
| 2008  | Super GT Japan - GT500             | Autobacs Racing Team Aguri   | 9       | 0          | 0  | 0  | 3      | 49     | 8       |
| 2009  | Formuła Nippon                     | DoCoMo Dandelion             | 7       | 0          | 0  | 0  | 1      | 14     | 8       |
| 2009  | Super GT Japan - GT500             | Autobacs Racing Team Aguri   | 9       | 2          | 0  | 0  | 5      | 81     | 2       |
| 2010  | Formuła Nippon                     | DoCoMo Team Dandelion Racing | 8       | 0          | 0  | 0  | 0      | 7      | 11      |
| 2010  | Formuła Nippon - Fuji Sprint Cup   | DoCoMo Team Dandelion Racing | 2       | 0          | 0  | 0  | 0      | 3      | 6       |
| 2010  | Super GT Japan - GT500             | Team Kunimitsu               | 7       | 0          | 0  | 0  | 2      | 40     | 8       |
| 2010  | Super GT - GT500 - Fuji Sprint Cup | Team Kunimitsu               | 1       | 0          | 0  | 0  | 0      | N/A    | 4       |
| 2011  | Formuła Nippon                     | DoCoMo Team Dandelion Racing | 7       | 0          | 0  | 0  | 0      | 11     | 9       |
| 2011  | Formuła Nippon - Fuji Sprint Cup   | DoCoMo Team Dandelion Racing | 1       | 0          | 0  | 0  | 0      | N/A    | 6       |
| 2011  | Super GT Japan - GT500             | Team Kunimitsu               | 8       | 0          | 0  | 0  | 1      | 37     | 9       |
| 2011  | JAF Grand Prix Super GT - GT500    | Team Kunimitsu               | 1       | 1          | 0  | 0  | 1      | N/A    | NS†     |
| 2012  | Formuła Nippon                     | DoCoMo Team Dandelion Racing | 8       | 2          | 2  | 1  | 3      | 41,5   | 3       |
| 2012  | Formuła Nippon - Fuji Sprint Cup   | DoCoMo Team Dandelion Racing | 1       | 1          | 0  | 0  | 1      | N/A    | 1       |
| 2012  | Super GT Japan - GT500             | Team Kunimitsu               | 8       | 0          | 0  | 0  | 2      | 43     | 5       |
| 2012  | JAF Grand Prix Super GT            | Team Kunimitsu               | 1       | 0          | 0  | 0  | 1      | 14     | 3       |
| 2013  | Super Formula                      | DoCoMo Team Dandelion Racing | 7       | 1          | 1  | 0  | 1      | 15     | 7       |
| 2013  | Super Formula - Fuji Sprint Cup    | DoCoMo Team Dandelion Racing | 1       | 0          | 0  | 1  | 0      | N/A    | 15      |
| 2013  | Super GT Japan - GT500             | Team Kunimitsu               | 8       | 1          | 0  | 0  | 2      | 37     | 10      |
| 2013  | Super GT - GT500 - Fuji Sprint Cup | Team Kunimitsu               | 1       | 0          | 0  | 0  | 0      | 17     | 5       |
| 2013  | World Touring Car Championship     | Honda Racing Team            | 2       | 0          | 0  | 0  | 0      | 0      | NS      |
| 2014  | Seria GP2                          | ART Grand Prix               | 22      | 0          | 0  | 0  | 1      | 26     | 18      |
| 2014  | Super Formula                      | Drago Corse                  | 3       | 0          | 0  | 0  | 0      | 0      | NS      |
| 2014  | Super GT - GT500                   | Weider Modulo                | 1       | 0          | 0  | 0  | 1      | 11     | 18      |

## Wyniki w GP2
| Legenda oznaczeń w tabelach wyników Wyświetl szablon na nowej stronie | Legenda oznaczeń w tabelach wyników Wyświetl szablon na nowej stronie                                                                     |
| Oznaczenie                                                            | Wyjaśnienie |
| --------------------------------------------------------------------- | --- |
| Złoty                                                                 | Zwycięzca lub mistrzostwo |
| Srebrny                                                               | 2. miejsce lub wicemistrzostwo |
| Brązowy                                                               | 3. miejsce lub II wicemistrzostwo |
| Zielony                                                               | Ukończył, punktował (w klasyfikacji generalnej, gdy zdobył co najmniej jeden punkt na przestrzeni sezonu, poza trzema powyższymi opcjami) |
| Niebieski                                                             | Ukończył, nie punktował (w klasyfikacji generalnej, gdy nie zdobył co najmniej jednego punktu na przestrzeni sezonu)                      |
| Czerwony                                                              | Nie zakwalifikował się (NZ) |
| Czerwony                                                              | Nie prekwalifikował się (NPK) |
| Różowy                                                                | Nie ukończył (NU) |
| Różowy                                                                | Niesklasyfikowany (NS) (w klasyfikacji generalnej, gdy nie został sklasyfikowany w żadnym wyścigu sezonu)                                 |
| Czarny                                                                | Zdyskwalifikowany (DK) |
| Czarny                                                                | Wykluczony (WYK/EX) |
| Biały                                                                 | Nie wystartował (NW) |
| Biały                                                                 | Kontuzjowany (K/INJ) |
| Biały                                                                 | Wyścig odwołany (OD/C) |
| Bez koloru                                                            | Został wycofany (WYC/WD) |
| Bez koloru                                                            | Nie przybył (NP/DNA) |
| Bez koloru                                                            | Nie brał udziału w treningach (NT/DNP) |
| Bez koloru                                                            | Nie został zgłoszony (–) |
| Pogrubienie                                                           | Start z pole position |
| Kursywa                                                               | Najszybsze okrążenie wyścigu |
| †                                                                     | Nie ukończył, ale jego rezultat został zaliczony ze względu na przejechanie więcej niż 90% dystansu wyścigu.                              |
| *                                                                     | Sezon w trakcie |
| 1/2/3                                                                 | Punktowana pozycja w sprincie kwalifikacyjnym                                                                                             |
| Lista systemów punktacji Formuły 1                                    | |

| Rok  | Zespół         | Wyniki w poszczególnych eliminacjach | Wyniki w poszczególnych eliminacjach | Wyniki w poszczególnych eliminacjach | Wyniki w poszczególnych eliminacjach | Wyniki w poszczególnych eliminacjach | Wyniki w poszczególnych eliminacjach | Wyniki w poszczególnych eliminacjach | Wyniki w poszczególnych eliminacjach | Wyniki w poszczególnych eliminacjach | Wyniki w poszczególnych eliminacjach | Wyniki w poszczególnych eliminacjach | Wyniki w poszczególnych eliminacjach | Wyniki w poszczególnych eliminacjach | Wyniki w poszczególnych eliminacjach | Wyniki w poszczególnych eliminacjach | Wyniki w poszczególnych eliminacjach | Wyniki w poszczególnych eliminacjach | Wyniki w poszczególnych eliminacjach | Wyniki w poszczególnych eliminacjach | Wyniki w poszczególnych eliminacjach | Wyniki w poszczególnych eliminacjach | Wyniki w poszczególnych eliminacjach | Punkty | Pozycja |
| ---- | -------------- | ------------------------------------ | ------------------------------------ | ------------------------------------ | ------------------------------------ | ------------------------------------ | ------------------------------------ | ------------------------------------ | ------------------------------------ | ------------------------------------ | ------------------------------------ | ------------------------------------ | ------------------------------------ | ------------------------------------ | ------------------------------------ | ------------------------------------ | ------------------------------------ | ------------------------------------ | ------------------------------------ | ------------------------------------ | ------------------------------------ | ------------------------------------ | ------------------------------------ | ------ | ------- |
| 2014 | ART Grand Prix | BHR                                  | BHR                                  | ESP                                  | ESP                                  | MON                                  | MON                                  | AUT                                  | AUT                                  | GBR                                  | GBR                                  | DEU                                  | DEU                                  | HUN                                  | HUN                                  | BEL                                  | BEL                                  | ITA                                  | ITA                                  | RUS                                  | RUS                                  | ARE                                  | ARE                                  | 26     | 18      |
| 2014 | ART Grand Prix | 6                                    | 12                                   | 20                                   | 13                                   | NU                                   | NU                                   | 9                                    | 8                                    | 16                                   | 23                                   | 13                                   | 19                                   | 3                                    | 21                                   | 16                                   | 22                                   | NU                                   | 14                                   | 20                                   | 21                                   | 13                                   | 10                                   | 26     | 18      |